# Luís Carlos (1947–2025)
Luís Carlos Galter (ur. 17 października 1947 w São Paulo, zm. 7 marca 2025 tamże) – brazylijski piłkarz, występujący podczas kariery na pozycji obrońcy.

## Kariera klubowa
Luís Carlos swoją piłkarską karierę rozpoczął w klubie Corinthians Paulista w 1967. W barwach Corinthians zadebiutował 7 sierpnia 1971 w wygranym 4-1 wyjazdowym meczu ze Santa Cruz Recife zadebiutował w lidze brazylijskiej. Ogółem w barwach Corithians rozegrał 322 spotkań. W latach 1974–1975 był zawodnikiem CR Flamengo. Z Flamengo zdobył mistrzostwo Rio de Janeiro – Campeonato Carioca w 1974.
W 1976 występował w Operário Campo Grande, z którym zdobył mistrzostwo stanu Mato Grosso – Campeonato Matogrossense. W barwach Operário 24 października 1976 w przegranym 0-1 meczu z Coritibą Luís Carlos po raz ostatni wystąpił w lidze. Ogółem w latach 1971–1976 rozegrał w lidze 118 spotkań. Ostatnim klubem w karierze Luísa Carlosa była Coritiba, w którym zakończył karierę w 1978. Z Coritibą zdobył mistrzostwo stanu Parana – Campeonato Paranaense w 1978.

## Kariera reprezentacyjna
Jedyny raz w reprezentacji Brazylii Luís Carlos wystąpił 24 lipca 1971 w wygranym 1-0 towarzyskim meczu z reprezentacją Paragwaju.